# Orange Beach
Orange Beach – miasto portowe w Stanach Zjednoczonych, w stanie Alabama, w hrabstwie Baldwin. Według danych na rok 2020 miejscowość zamieszkiwało 8095 osób, a gęstość zaludnienia wyniosła 212,43 os./km².

## Geografia
Orange Beach ma łączną powierzchnię 41,3 km², w tym 38,11 km² stanowi ląd, a 3,2 km² stanowią wody. Miejscowość jest położona 0 m n.p.m..

### Klimat
Średnia temperatura wynosi +20 °C. Najcieplejszym miesiącem jest lipiec (+32 °C), a najzimniejszym miesiącem jest styczeń (+16 °C). Średnie opady wynoszą 1602 mm rocznie. Najbardziej wilgotnym miesiącem jest lipiec (180 mm opadów), a najbardziej suchym miesiącem jest kwiecień (101 mm opadów).
| Miesiąc                              | Sty | Lut | Mar | Kwi | Maj | Cze | Lip | Sie | Wrz | Paź | Lis | Gru | Roczna |
| ------------------------------------ | --- | --- | --- | --- | --- | --- | --- | --- | --- | --- | --- | --- | ------ |
| Rekordy maksymalnej temperatury [°C] | 29  | 31  | 33  | 36  | 38  | 41  | 42  | 42  | 39  | 37  | 32  | 28  | 42     |
| Średnie temperatury w dzień [°C]     | 16  | 18  | 21  | 24  | 28  | 31  | 32  | 32  | 31  | 26  | 22  | 18  | 25     |
| Średnie temperatury w nocy [°C]      | 6   | 7   | 11  | 14  | 18  | 22  | 23  | 23  | 21  | 15  | 11  | 7   | 15     |
| Rekordy minimalnej temperatury [°C]  | -16 | -13 | -7  | -2  | 3   | 11  | 19  | 16  | 7   | -2  | -4  | -14 | −16    |
| Opady [mm]                           | 145 | 123 | 161 | 101 | 112 | 131 | 180 | 155 | 171 | 108 | 113 | 102 | 1602   |
| Źródło: NOAA                         |     |     |     |     |     |     |     |     |     |     |     |     |        |

## Demografia

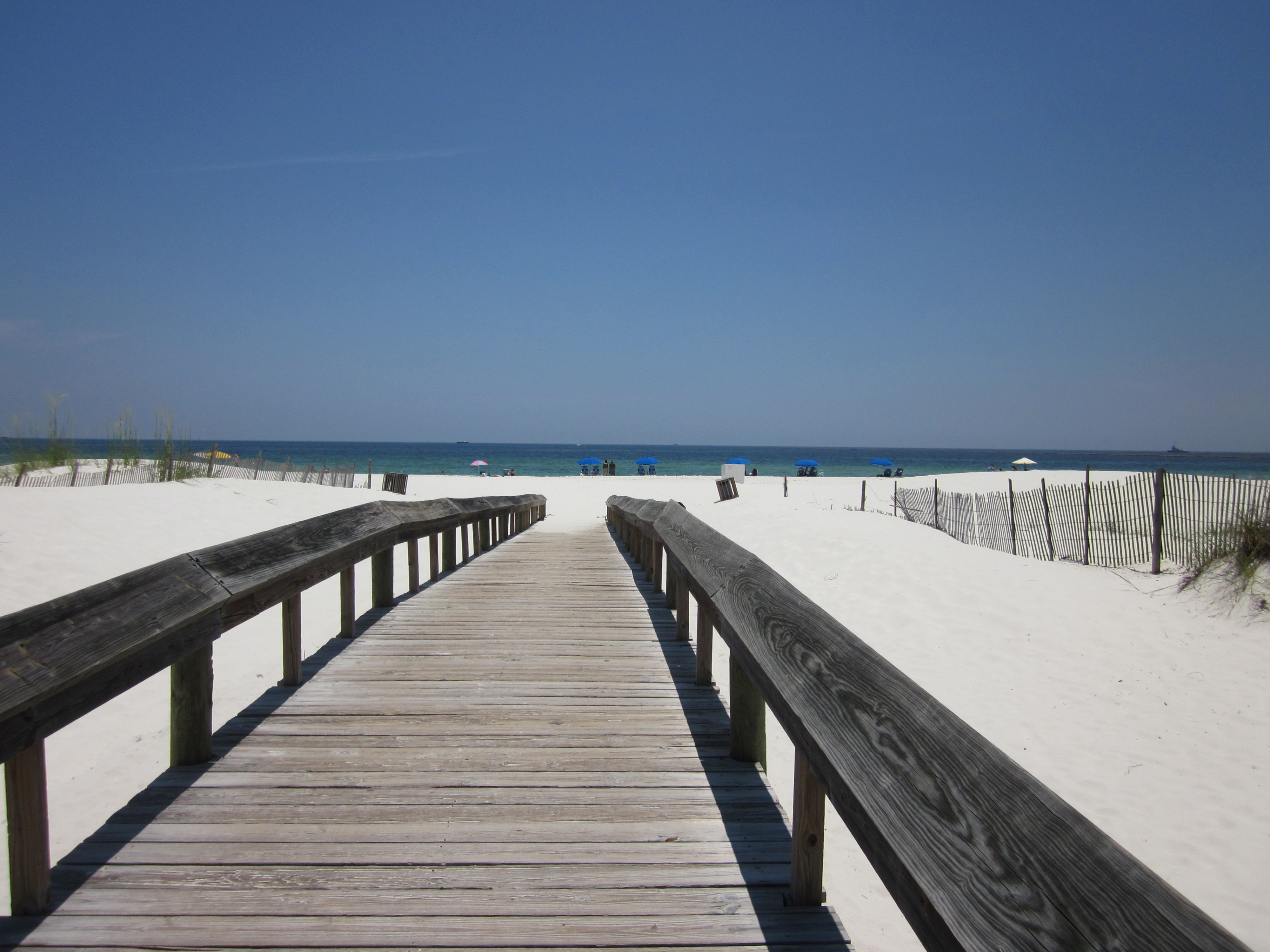
Deptak na plaży w Orange Beach

### Spis powszechny z 2010 roku
W 2010 roku Orange Beach zamieszkiwało 5441 osób, a gęstość zaludnienia wyniosła 284,8 os./km². Miasto liczyło wówczas 2492 gospodarstwa domowe, w których mieszkało 1544 rodziny. Większość mieszkańców (94,3%) stanowili biali, natomiast 0,6% mieszkańców stanowili przedstawiciele rasy czarnej. Pozostałe 5,1% mieszkańców stanowili Azjaci (0,8%), Latynosi (2,6%), przedstawiciele rdzennej ludności (0,7%) oraz pozostałe 1% inne rasy człowieka.

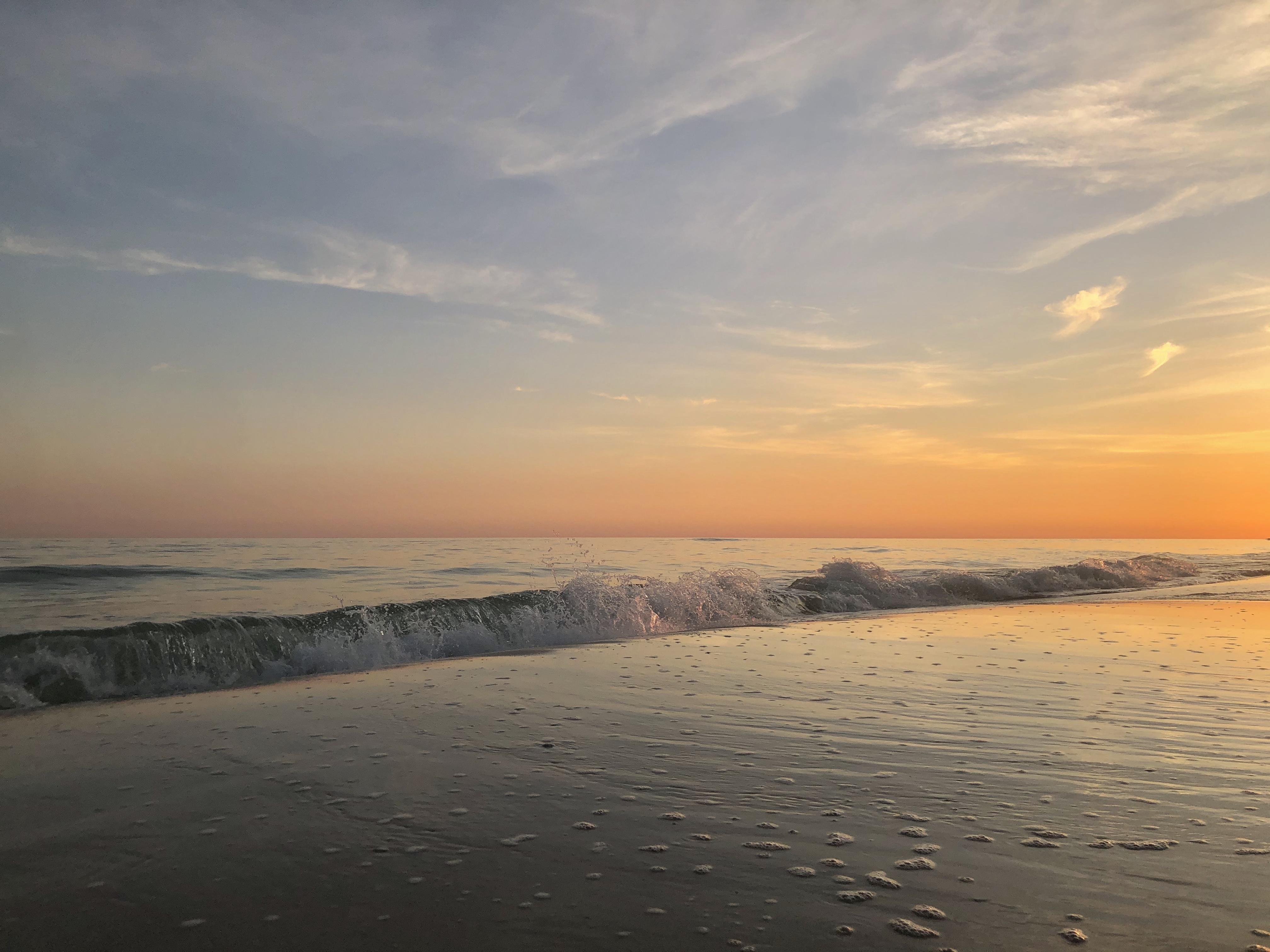
Zachód słońca na plaży w Orange Beach

### Spis powszechny z 2020 roku
Według danych na rok 2020 Orange Beach liczyło 14 545 gospodarstw domowych, w których mieszkało 3581 rodzin. Większość mieszkańców (91%) stanowili biali, natomiast 1% mieszkańców stanowili przedstawiciele rasy czarnej. Pozostałe 8% mieszkańców stanowili Azjaci (07%), Latynosi (2,6%), przedstawiciele rdzennej ludności (0,4%) oraz 4,3% pozostałe rasy człowieka.
Historyczna populacja:
| Rok        | 1990 | 2000 | 2010   | 2020   |
| ---------- | ---- | ---- | ------ | ------ |
| Ludność    | 2253 | 3784 | 5441   | 8095   |
| Zmiana w % |      | +68% | +43,8% | +48,8% |